# Gand-Wevelgem 2015
La 77e édition de Gand-Wevelgem a eu lieu le 29 mars 2015. C'est la septième épreuve de l'UCI World Tour 2015.
L'épreuve a été remportée par l'Italien Luca Paolini (Katusha), qui a parcouru les 239 kilomètres en 6 h 20 min 55 s, soit à une vitesse moyenne de 37,646 km/h, onze secondes devant un duo réglé pour la deuxième place par le Néerlandais Niki Terpstra (Etixx-Quick Step) devant le récent vainqueur, deux jours plus tôt, du Grand Prix E3 le Britannique Geraint Thomas (Sky).

## Présentation

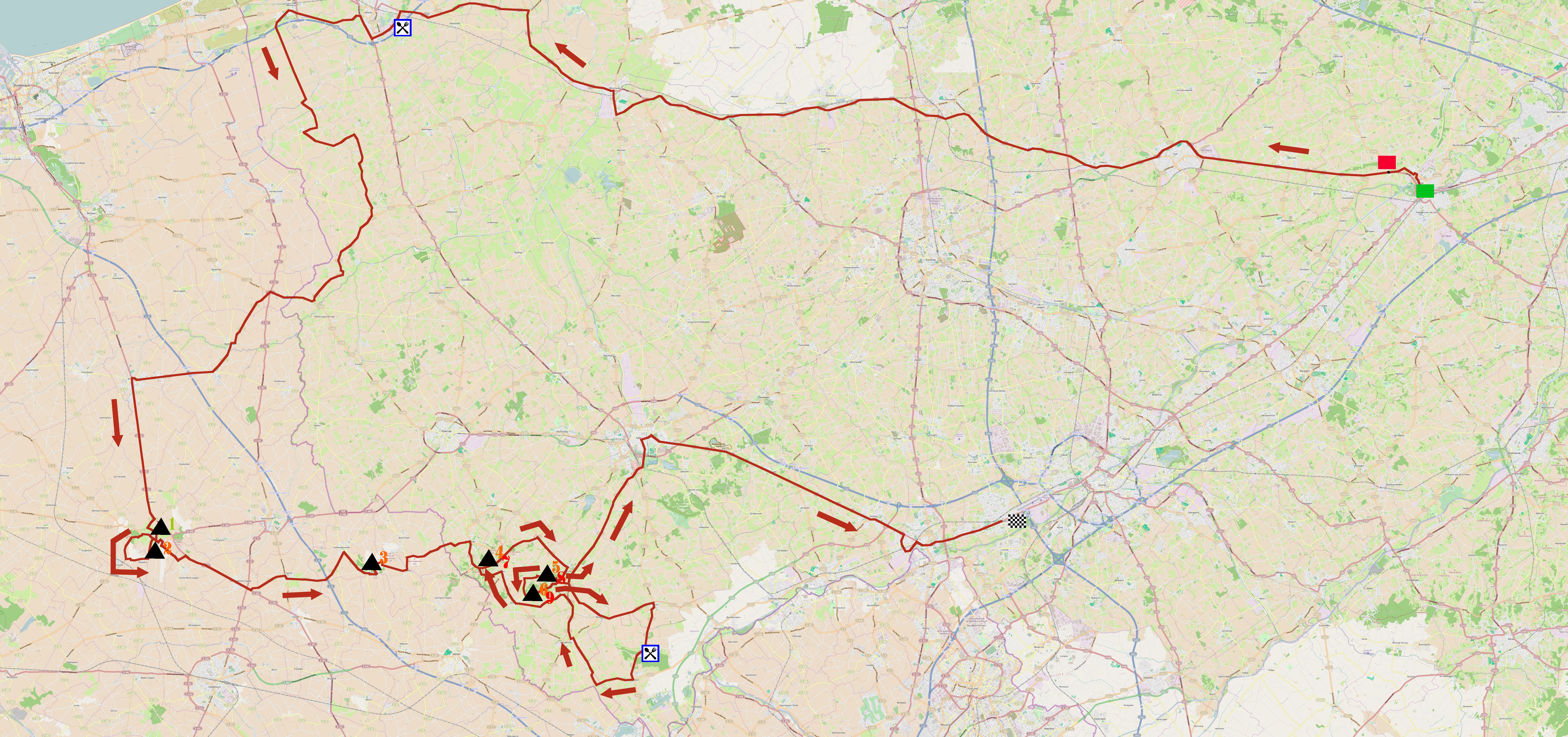
Le parcours.

### Équipes
L'organisateur a dévoilé le 5 février 2015 les huit équipes invitées invitées. Vingt-cinq équipes participent à ce Gand-Wevelgem - dix-sept WorldTeams et huit équipes continentales professionnelles :
| UCI WorldTeams      | UCI WorldTeams | UCI WorldTeams |
| Nom de l'équipe     | Pays           | Code           |
| ------------------- | -------------- | -------------- |
| AG2R La Mondiale    | France         | ALM            |
| Astana              | Kazakhstan     | AST            |
| BMC Racing          | États-Unis     | BMC            |
| Cannondale-Garmin   | États-Unis     | TCG            |
| Etixx-Quick Step    | Belgique       | EQS            |
| FDJ                 | France         | FDJ            |
| Giant-Alpecin       | Allemagne      | TGA            |
| IAM                 | Suisse         | IAM            |
| Katusha             | Russie         | KAT            |
| Lampre-Merida       | Italie         | LAM            |
| Lotto NL-Jumbo      | Pays-Bas       | TLJ            |
| Lotto-Soudal        | Belgique       | LTS            |
| Movistar            | Espagne        | MOV            |
| Orica-GreenEDGE     | Australie      | OGE            |
| Sky                 | Royaume-Uni    | SKY            |
| Tinkoff-Saxo        | Russie         | TCS            |
| Trek Factory Racing | États-Unis     | TFR            |

| Équipes continentales professionnelles | Équipes continentales professionnelles | Équipes continentales professionnelles |
| Nom de l'équipe                        | Pays                                   | Code                                   |
| -------------------------------------- | -------------------------------------- | -------------------------------------- |
| Bora-Argon 18                          | Allemagne                              | BOA                                    |
| Cofidis                                | France                                 | COF                                    |
| Europcar                               | France                                 | EUC                                    |
| MTN-Qhubeka                            | Afrique du Sud                         | MTN                                    |
| Roompot Oranje Peloton                 | Pays-Bas                               | ROP                                    |
| Southeast                              | Italie                                 | STH                                    |
| Topsport Vlaanderen-Baloise            | Belgique                               | TSV                                    |
| Wanty-Groupe Gobert                    | Belgique                               | WGG                                    |

### Règlement de la course

#### Primes
Les vingt prix sont attribués suivant le barème de l'UCI,. Le total général des prix distribués est de 40 000 €.
| Position | 1er      | 2e      | 3e      | 4e      | 5e      | 6e      | 7e      | 8e    | 9e    | 10e à 20e |
| Prix     | 16 000 € | 8 000 € | 4 000 € | 2 000 € | 1 600 € | 1 200 € | 1 100 € | 800 € | 400 € | 400 €     |

## Classements

### Classement final
La course a été remportée par l'Italien Luca Paolini (Katusha), qui a parcouru les 239 kilomètres en 6 h 20 min 55 s, soit à une vitesse moyenne de 37,646 km/h, onze secondes devant un duo réglé pour la deuxième place par le Néerlandais Niki Terpstra (Etixx-Quick Step) devant le récent vainqueur, deux jours plus tôt, du Grand Prix E3 le Britannique Geraint Thomas (Sky).
| Classement final | Classement final   | Classement final | Classement final | Classement final   |
|                  | Coureur            | Pays             | Équipe           | Temps              |
| ---------------- | ------------------ | ---------------- | ---------------- | ------------------ |
| 1er              | Luca Paolini       | Italie           | Katusha          | en 6 h 20 min 55 s |
| 2e               | Niki Terpstra      | Pays-Bas         | Etixx-Quick Step | + 11 s             |
| 3e               | Geraint Thomas     | Royaume-Uni      | Sky              | + 11 s             |
| 4e               | Stijn Vandenbergh  | Belgique         | Etixx-Quick Step | + 18 s             |
| 5e               | Jens Debusschere   | Belgique         | Lotto-Soudal     | + 26 s             |
| 6e               | Sep Vanmarcke      | Belgique         | Lotto NL-Jumbo   | + 40 s             |
| 7e               | Jürgen Roelandts   | Belgique         | Lotto-Soudal     | + 1 min 51 s       |
| 8e               | Daniel Oss         | Italie           | BMC Racing       | + 4 min 15 s       |
| 9e               | Alexander Kristoff | Norvège          | Katusha          | + 6 min 54 s       |
| 10e              | Peter Sagan        | Slovaquie        | Tinkoff-Saxo     | + 6 min 54 s       |
| modifier         |                    |                  |                  |                    |

### UCI World Tour
Ce Gand-Wevelgem attribue des points pour l'UCI World Tour 2015, par équipes uniquement aux équipes ayant un label WorldTeam, individuellement uniquement aux coureurs des équipes ayant un label WorldTeam.
| Position,          | 1er | 2e | 3e | 4e | 5e | 6e | 7e | 8e | 9e | 10e |
| Classement général | 80  | 60 | 50 | 40 | 30 | 22 | 14 | 10 | 6  | 2   |

Ainsi, Luca Paolini (1er) remporte quatre-vingt points, Niki Terpstra (2e) soixante points, Geraint Thomas (3e) cinquante points, Stijn Vandenbergh (4e) quarante points, Jens Debusschere (5e) trente points, Sep Vanmarcke (6e) vingt-deux points, Jürgen Roelandts (7e) quatorze points, Daniel Oss (8e) dix points, Alexander Kristoff (9e) six points et Peter Sagan (10e) deux points.

#### Classement individuel
Ci-dessous, le classement individuel de l'UCI World Tour à l'issue de la course et du Tour de Catalogne qui se termine le même jour.
| Rang | Coureur            | Équipe           | Points |
| ---- | ------------------ | ---------------- | ------ |
| 1    | Richie Porte       | Sky              | 303    |
| 2    | Geraint Thomas     | Sky              | 184    |
| 3    | Domenico Pozzovivo | AG2R La Mondiale | 136    |
| 4    | Alexander Kristoff | Katusha          | 133    |
| 5    | Rigoberto Urán     | Etixx-Quick Step | 133    |
| 6    | Rohan Dennis       | BMC Racing       | 114    |
| 7    | Alberto Contador   | Tinkoff-Saxo     | 114    |
| 8    | Nairo Quintana     | Movistar         | 106    |
| 9    | John Degenkolb     | Giant-Alpecin    | 102    |
| 10   | Alejandro Valverde | Movistar         | 98     |

#### Classement par pays
Ci-dessous, le classement par pays de l'UCI World Tour à l'issue de la course et du Tour de Catalogne qui se termine le même jour.
| Rang | Pays        | Points |
| ---- | ----------- | ------ |
| 1    | Australie   | 578    |
| 2    | Italie      | 359    |
| 3    | Espagne     | 337    |
| 4    | Colombie    | 280    |
| 5    | Pays-Bas    | 256    |
| 6    | Royaume-Uni | 194    |
| 7    | Belgique    | 166    |
| 8    | Norvège     | 133    |
| 9    | France      | 126    |
| 10   | Allemagne   | 111    |

#### Classement par équipes
Ci-dessous, le classement par équipes de l'UCI World Tour à l'issue de la course et du Tour de Catalogne qui se termine le même jour.
| Rang | Équipe           | Points |
| ---- | ---------------- | ------ |
| 1    | Sky              | 525    |
| 2    | Etixx-Quick Step | 394    |
| 3    | Katusha          | 303    |
| 4    | Movistar         | 298    |
| 5    | BMC Racing       | 240    |
| 6    | Tinkoff-Saxo     | 218    |
| 7    | Lampre-Merida    | 187    |
| 8    | Giant-Alpecin    | 166    |
| 9    | AG2R La Mondiale | 139    |
| 10   | Orica-GreenEDGE  | 136    |

## Liste des participants
- Liste de départ complète

| Légende | Légende                                                                    | Légende | Légende                                                    |
| ------- | -------------------------------------------------------------------------- | ------- | ---------------------------------------------------------- |
| Num     | Dossard de départ porté par le coureur sur ce Gand-Wevelgem                | Pos     | Position à l'arrivée de la course                          |
|         | Indique un maillot de champion national ou mondial, suivi de sa spécialité | NP      | Indique un coureur qui n'a pas pris le départ de la course |
| AB      | Indique un coureur qui n'a pas terminé la course                           | HD      | Indique un coureur qui a terminé la course hors des délais |
| DSQ     | Indique un coureur qui a été disqualifié de la course                      |         |                                                            |

| Giant-Alpecin TGA                | Giant-Alpecin TGA     | Giant-Alpecin TGA |
| -------------------------------- | --------------------- | ----------------- |
| Num                              | Coureur               | Pos               |
| 1                                | John Degenkolb (GER)  | AB                |
| 2                                | Nikias Arndt (GER)    | AB                |
| 3                                | Bert De Backer (BEL)  | AB                |
| 4                                | Koen de Kort (NED)    | AB                |
| 5                                | Roy Curvers (NED)     | AB                |
| 6                                | Ramon Sinkeldam (NED) | AB                |
| 7                                | Albert Timmer (NED)   | AB                |
| 8                                | Zico Waeytens (BEL)   | 14e               |
| Directeur sportif : Aike Visbeek |                       |                   |

| Etixx-Quick Step EQS                 | Etixx-Quick Step EQS        | Etixx-Quick Step EQS |
| ------------------------------------ | --------------------------- | -------------------- |
| Num                                  | Coureur                     | Pos                  |
| 11                                   | Mark Cavendish (GBR)        | AB                   |
| 12                                   | Nikolas Maes (BEL)          | 33e                  |
| 13                                   | Niki Terpstra (NED)         | 2e                   |
| 14                                   | Zdeněk Štybar (CZE) (Route) | 38e                  |
| 15                                   | Matteo Trentin (ITA)        | 28e                  |
| 16                                   | Stijn Vandenbergh (BEL)     | 4e                   |
| 17                                   | Martin Velits (SVK)         | AB                   |
| 18                                   | Łukasz Wiśniowski (POL)     | AB                   |
| Directeur sportif : Wilfried Peeters |                             |                      |

| Lotto-Soudal LTS                  | Lotto-Soudal LTS               | Lotto-Soudal LTS |
| --------------------------------- | ------------------------------ | ---------------- |
| Num                               | Coureur                        | Pos              |
| 21                                | André Greipel (GER) (Route)    | AB               |
| 22                                | Jürgen Roelandts (BEL)         | 7e               |
| 23                                | Lars Bak (DEN)                 | AB               |
| 24                                | Stig Broeckx (BEL)             | AB               |
| 25                                | Jens Debusschere (BEL) (Route) | 5e               |
| 26                                | Pim Ligthart (NED)             | AB               |
| 27                                | Marcel Sieberg (GER)           | AB               |
| 28                                | Dennis Vanendert (BEL)         | AB               |
| Directeur sportif : Herman Frison |                                |                  |

| AG2R La Mondiale ALM              | AG2R La Mondiale ALM     | AG2R La Mondiale ALM |
| --------------------------------- | ------------------------ | -------------------- |
| Num                               | Coureur                  | Pos                  |
| 31                                | Gediminas Bagdonas (LTU) | AB                   |
| 32                                | Maxime Daniel (FRA)      | AB                   |
| 33                                | Damien Gaudin (FRA)      | AB                   |
| 34                                | Alexis Gougeard (FRA)    | AB                   |
| 35                                | Hugo Houle (CAN)         | AB                   |
| 36                                | Quentin Jauregui (FRA)   | AB                   |
| 37                                | Sébastien Turgot (FRA)   | AB                   |
| 38                                | Johan Vansummeren (BEL)  | AB                   |
| Directeur sportif : Julien Jurdie |                          |                      |

| Astana AST                          | Astana AST              | Astana AST |
| ----------------------------------- | ----------------------- | ---------- |
| Num                                 | Coureur                 | Pos        |
| 41                                  | Arman Kamyshev (KAZ)    | AB         |
| 42                                  | Borut Božič (SLO)       | AB         |
| 43                                  | Laurens De Vreese (BEL) | 22e        |
| 44                                  | Andriy Grivko (UKR)     | 30e        |
| 45                                  | Dmitriy Gruzdev (KAZ)   | AB         |
| 46                                  | Andrea Guardini (ITA)   | AB         |
| 47                                  | Alexey Lutsenko (KAZ)   | AB         |
| 48                                  | Ruslan Tleubayev (KAZ)  | AB         |
| Directeur sportif : Gorazd Štangelj |                         |            |

| BMC Racing BMC                   | BMC Racing BMC          | BMC Racing BMC |
| -------------------------------- | ----------------------- | -------------- |
| Num                              | Coureur                 | Pos            |
| 51                               | Greg Van Avermaet (BEL) | 36e            |
| 52                               | Marcus Burghardt (GER)  | AB             |
| 53                               | Silvan Dillier (SUI)    | AB             |
| 54                               | Jempy Drucker (LUX)     | 16e            |
| 55                               | Klaas Lodewyck (BEL)    | AB             |
| 56                               | Daniel Oss (ITA)        | 8e             |
| 57                               | Manuel Quinziato (ITA)  | 31e            |
| 58                               | Michael Schär (SUI)     | AB             |
| Directeur sportif : Valerio Piva |                         |                |

| FDJ                                  | FDJ                         | FDJ |
| ------------------------------------ | --------------------------- | --- |
| Num                                  | Coureur                     | Pos |
| 61                                   | Arnaud Démare (FRA) (Route) | 15e |
| 62                                   | William Bonnet (FRA)        | AB  |
| 63                                   | David Boucher (FRA)         | AB  |
| 64                                   | Sébastien Chavanel (FRA)    | AB  |
| 65                                   | Mickaël Delage (FRA)        | AB  |
| 66                                   | Matthieu Ladagnous (FRA)    | AB  |
| 67                                   | Johan Le Bon (FRA)          | AB  |
| 68                                   | Yoann Offredo (FRA)         | AB  |
| Directeur sportif : Frédéric Guesdon |                             |     |

| IAM                               | IAM                             | IAM |
| --------------------------------- | ------------------------------- | --- |
| Num                               | Coureur                         | Pos |
| 71                                | Sylvain Chavanel (FRA)          | 20e |
| 72                                | Heinrich Haussler (AUS) (Route) | AB  |
| 73                                | Dries Devenyns (BEL)            | AB  |
| 74                                | Matthias Brändle (AUT)          | AB  |
| 75                                | Reto Hollenstein (SUI)          | AB  |
| 76                                | Roger Kluge (GER)               | AB  |
| 77                                | Vicente Reynés (ESP)            | AB  |
| 78                                | Jonas Van Genechten (BEL)       | AB  |
| Directeur sportif : Eddy Seigneur |                                 |     |

| Lampre-Merida LAM                | Lampre-Merida LAM             | Lampre-Merida LAM |
| -------------------------------- | ----------------------------- | ----------------- |
| Num                              | Coureur                       | Pos               |
| 81                               | Filippo Pozzato (ITA)         | AB                |
| 82                               | Niccolò Bonifazio (ITA)       | AB                |
| 83                               | Davide Cimolai (ITA)          | AB                |
| 84                               | Sacha Modolo (ITA)            | AB                |
| 85                               | Luka Pibernik (SLO)           | AB                |
| 86                               | Maximiliano Richeze (ARG)     | AB                |
| 87                               | Nélson Oliveira (POR) (Route) | AB                |
| 88                               | Manuele Mori (ITA)            | AB                |
| Directeur sportif : Mario Scirea |                               |                   |

| Movistar MOV                            | Movistar MOV            | Movistar MOV |
| --------------------------------------- | ----------------------- | ------------ |
| Num                                     | Coureur                 | Pos          |
| 91                                      | Dayer Quintana (COL)    | AB           |
| 92                                      | Alex Dowsett (GBR)      | AB           |
| 93                                      | Gorka Izagirre (ESP)    | AB           |
| 94                                      | John Gadret (FRA)       | AB           |
| 95                                      | Juan José Lobato (ESP)  | 13e          |
| 96                                      | Enrique Sanz (ESP)      | AB           |
| 97                                      | Francisco Ventoso (ESP) | AB           |
| 98                                      | Jasha Sütterlin (GER)   | AB           |
| Directeur sportif : José Luis Jaimerena |                         |              |

| Orica-GreenEDGE OGE                 | Orica-GreenEDGE OGE       | Orica-GreenEDGE OGE |
| ----------------------------------- | ------------------------- | ------------------- |
| Num                                 | Coureur                   | Pos                 |
| 101                                 | Adam Blythe (GBR)         | AB                  |
| 102                                 | Mitchell Docker (AUS)     | AB                  |
| 103                                 | Mathew Hayman (AUS)       | 18e                 |
| 104                                 | Luke Durbridge (AUS)      | AB                  |
| 105                                 | Leigh Howard (AUS)        | AB                  |
| 106                                 | Jens Keukeleire (BEL)     | 34e                 |
| 107                                 | Jens Mouris (NED)         | AB                  |
| 108                                 | Magnus Cort Nielsen (DEN) | AB                  |
| Directeur sportif : Laurenzo Lapage |                           |                     |

| Cannondale-Garmin TCG             | Cannondale-Garmin TCG      | Cannondale-Garmin TCG |
| --------------------------------- | -------------------------- | --------------------- |
| Num                               | Coureur                    | Pos                   |
| 111                               | Alan Marangoni (ITA)       | AB                    |
| 112                               | Jack Bauer (NZL)           | AB                    |
| 113                               | Lasse Norman Hansen (DEN)  | AB                    |
| 114                               | Ted King (USA)             | AB                    |
| 115                               | Kristjan Koren (SLO)       | AB                    |
| 116                               | Kristoffer Skjerping (NOR) | AB                    |
| 117                               | Dylan van Baarle (NED)     | AB                    |
| 118                               | Ruben Zepuntke (GER)       | AB                    |
| Directeur sportif : Andreas Klier |                            |                       |

| Katusha KAT                            | Katusha KAT                    | Katusha KAT |
| -------------------------------------- | ------------------------------ | ----------- |
| Num                                    | Coureur                        | Pos         |
| 121                                    | Alexander Kristoff (NOR)       | 9e          |
| 122                                    | Jacopo Guarnieri (ITA)         | AB          |
| 123                                    | Gatis Smukulis (LAT)           | AB          |
| 124                                    | Vladimir Isaychev (RUS)        | AB          |
| 125                                    | Luca Paolini (ITA)             | 1er         |
| 126                                    | Alexander Porsev (RUS) (Route) | AB          |
| 127                                    | Rüdiger Selig (GER)            | AB          |
| 128                                    | Alexey Tsatevitch (RUS)        | 12e         |
| Directeur sportif : Guennadi Mikhailov |                                |             |

| Lotto NL-Jumbo TLJ            | Lotto NL-Jumbo TLJ       | Lotto NL-Jumbo TLJ |
| ----------------------------- | ------------------------ | ------------------ |
| Num                           | Coureur                  | Pos                |
| 131                           | Sep Vanmarcke (BEL)      | 6e                 |
| 132                           | Rick Flens (NED)         | AB                 |
| 133                           | Tom Leezer (NED)         | AB                 |
| 134                           | Bram Tankink (NED)       | 35e                |
| 135                           | Tom Van Asbroeck (BEL)   | 26e                |
| 136                           | Maarten Tjallingii (NED) | 39e                |
| 137                           | Barry Markus (NED)       | AB                 |
| 138                           | Maarten Wynants (BEL)    | AB                 |
| Directeur sportif : Jan Boven |                          |                    |

| Sky SKY                            | Sky SKY               | Sky SKY |
| ---------------------------------- | --------------------- | ------- |
| Num                                | Coureur               | Pos     |
| 141                                | Ian Stannard (GBR)    | AB      |
| 142                                | Bernhard Eisel (AUT)  | AB      |
| 143                                | Andrew Fenn (GBR)     | AB      |
| 144                                | Christian Knees (GER) | 29e     |
| 145                                | Luke Rowe (GBR)       | AB      |
| 146                                | Bradley Wiggins (GBR) | AB      |
| 147                                | Geraint Thomas (GBR)  | 3e      |
| 148                                | Elia Viviani (ITA)    | AB      |
| Directeur sportif : Servais Knaven |                       |         |

| Tinkoff-Saxo TCS                    | Tinkoff-Saxo TCS          | Tinkoff-Saxo TCS |
| ----------------------------------- | ------------------------- | ---------------- |
| Num                                 | Coureur                   | Pos              |
| 151                                 | Peter Sagan (SVK) (Route) | 10e              |
| 152                                 | Maciej Bodnar (POL)       | AB               |
| 153                                 | Matti Breschel (DEN)      | AB               |
| 154                                 | Michal Kolář (SVK)        | AB               |
| 155                                 | Michael Mørkøv (DEN)      | AB               |
| 156                                 | Matteo Tosatto (ITA)      | AB               |
| 157                                 | Nikolay Trusov (RUS)      | AB               |
| 158                                 | Pavel Brutt (RUS)         | AB               |
| Directeur sportif : Tristan Hoffman |                           |                  |

| Trek Factory Racing TFR        | Trek Factory Racing TFR | Trek Factory Racing TFR |
| ------------------------------ | ----------------------- | ----------------------- |
| Num                            | Coureur                 | Pos                     |
| 161                            | Jesse Sergent (NZL)     | AB                      |
| 162                            | Grégory Rast (SUI)      | 24e                     |
| 163                            | Giacomo Nizzolo (ITA)   | AB                      |
| 164                            | Yaroslav Popovych (UKR) | AB                      |
| 165                            | Gert Steegmans (BEL)    | AB                      |
| 166                            | Hayden Roulston (NZL)   | AB                      |
| 167                            | Boy van Poppel (NED)    | AB                      |
| 168                            | Danny van Poppel (NED)  | AB                      |
| Directeur sportif : Dirk Demol |                         |                         |

| Topsport Vlaanderen-Baloise TSV       | Topsport Vlaanderen-Baloise TSV | Topsport Vlaanderen-Baloise TSV |
| ------------------------------------- | ------------------------------- | ------------------------------- |
| Num                                   | Coureur                         | Pos                             |
| 171                                   | Jelle Wallays (BEL)             | 37e                             |
| 172                                   | Pieter Jacobs (BEL)             | AB                              |
| 173                                   | Sander Helven (BEL)             | AB                              |
| 174                                   | Oliver Naesen (BEL)             | 32e                             |
| 175                                   | Jarl Salomein (BEL)             | AB                              |
| 176                                   | Edward Theuns (BEL)             | 11e                             |
| 177                                   | Gijs Van Hoecke (BEL)           | AB                              |
| 178                                   | Stijn Steels (BEL)              | AB                              |
| Directeur sportif : Walter Planckaert |                                 |                                 |

| Bora-Argon 18 BOA                    | Bora-Argon 18 BOA         | Bora-Argon 18 BOA |
| ------------------------------------ | ------------------------- | ----------------- |
| Num                                  | Coureur                   | Pos               |
| 181                                  | Sam Bennett (IRL)         | AB                |
| 182                                  | Björn Thurau (GER)        | AB                |
| 183                                  | Ralf Matzka (GER)         | AB                |
| 184                                  | Andreas Schillinger (GER) | AB                |
| 185                                  | Christoph Pfingsten (GER) | AB                |
| 186                                  | Michael Schwarzmann (GER) | AB                |
| 187                                  | Scott Thwaites (GBR)      | 17e               |
| 188                                  | Paul Voss (GER)           | AB                |
| Directeur sportif : Enrico Poitschke |                           |                   |

| Cofidis COF                        | Cofidis COF              | Cofidis COF |
| ---------------------------------- | ------------------------ | ----------- |
| Num                                | Coureur                  | Pos         |
| 191                                | Nacer Bouhanni (FRA)     | AB          |
| 192                                | Jonas Ahlstrand (SWE)    | AB          |
| 193                                | Christophe Laporte (FRA) | AB          |
| 194                                | Cyril Lemoine (FRA)      | AB          |
| 195                                | Adrien Petit (FRA)       | AB          |
| 196                                | Dominique Rollin (CAN)   | AB          |
| 197                                | Florian Sénéchal (FRA)   | 19e         |
| 198                                | Louis Verhelst (BEL)     | AB          |
| Directeur sportif : Alain Deloeuil |                          |             |

| MTN-Qhubeka MTN                       | MTN-Qhubeka MTN                   | MTN-Qhubeka MTN |
| ------------------------------------- | --------------------------------- | --------------- |
| Num                                   | Coureur                           | Pos             |
| 201                                   | Edvald Boasson Hagen (NOR)        | AB              |
| 202                                   | Theo Bos (NED)                    | AB              |
| 203                                   | Matthew Brammeier (IRL)           | AB              |
| 204                                   | Gerald Ciolek (GER)               | 25e             |
| 205                                   | Tyler Farrar (USA)                | AB              |
| 206                                   | Kristian Sbaragli (ITA)           | AB              |
| 207                                   | Jay Robert Thomson (RSA)          | AB              |
| 208                                   | Reinardt Janse van Rensburg (RSA) | AB              |
| Directeur sportif : Michel Cornelisse |                                   |                 |

| Roompot Oranje Peloton ROP          | Roompot Oranje Peloton ROP | Roompot Oranje Peloton ROP |
| ----------------------------------- | -------------------------- | -------------------------- |
| Num                                 | Coureur                    | Pos                        |
| 211                                 | Berden de Vries (NED)      | AB                         |
| 212                                 | Dylan Groenewegen (NED)    | DSQ                        |
| 213                                 | Johnny Hoogerland (NED)    | AB                         |
| 214                                 | Raymond Kreder (NED)       | AB                         |
| 215                                 | Wesley Kreder (NED)        | AB                         |
| 216                                 | Ivar Slik (NED)            | AB                         |
| 217                                 | Sjoerd van Ginneken (NED)  | AB                         |
| 218                                 | Tim Kerkhof (NED)          | AB                         |
| Directeur sportif : Michael Boogerd |                            |                            |

| Southeast STH                     | Southeast STH             | Southeast STH |
| --------------------------------- | ------------------------- | ------------- |
| Num                               | Coureur                   | Pos           |
| 221                               | Alessandro Petacchi (ITA) | AB            |
| 222                               | Rafael Andriato (BRA)     | AB            |
| 223                               | Andrea Dal Col (ITA)      | AB            |
| 224                               | Mauro Finetto (ITA)       | AB            |
| 225                               | Giuseppe Fonzi (ITA)      | AB            |
| 226                               | Mirko Tedeschi (ITA)      | AB            |
| 227                               | Eugert Zhupa (ALB)        | 23e           |
| 228                               | Jakub Mareczko (ITA)      | AB            |
| Directeur sportif : Serge Parsani |                           |               |

| Europcar EUC                          | Europcar EUC              | Europcar EUC |
| ------------------------------------- | ------------------------- | ------------ |
| Num                                   | Coureur                   | Pos          |
| 231                                   | Giovanni Bernaudeau (FRA) | AB           |
| 232                                   | Jimmy Engoulvent (FRA)    | AB           |
| 233                                   | Yohann Gène (FRA)         | AB           |
| 234                                   | Tony Hurel (FRA)          | AB           |
| 235                                   | Morgan Lamoisson (FRA)    | AB           |
| 236                                   | Yannick Martinez (FRA)    | AB           |
| 237                                   | Alexandre Pichot (FRA)    | AB           |
| 238                                   | Angélo Tulik (FRA)        | AB           |
| Directeur sportif : Dominique Arnould |                           |              |

| Wanty-Groupe Gobert WGG                      | Wanty-Groupe Gobert WGG  | Wanty-Groupe Gobert WGG |
| -------------------------------------------- | ------------------------ | ----------------------- |
| Num                                          | Coureur                  | Pos                     |
| 241                                          | Björn Leukemans (BEL)    | 21e                     |
| 242                                          | Simone Antonini (ITA)    | AB                      |
| 243                                          | Roy Jans (BEL)           | AB                      |
| 244                                          | Marco Marcato (ITA)      | 27e                     |
| 245                                          | Mirko Selvaggi (ITA)     | AB                      |
| 246                                          | Boris Dron (BEL)         | AB                      |
| 247                                          | Tom Devriendt (BEL)      | AB                      |
| 248                                          | Frederik Veuchelen (BEL) | AB                      |
| Directeur sportif : Hilaire Van der Schueren |                          |                         |